# Sky Global
Sky Global était un réseau de communication et un fournisseur de services basé à Vancouver, au Canada. Son produit le plus connu est l'application de messagerie sécurisée Sky ECC installée dans les seuls téléphones sécurisés fournis par l'entreprise. La messagerie Sky ECC est aussi dénommée « la messagerie du crime », du fait d'une part importante d'utilisateurs appartenant à des organisations criminelles internationales impliquées dans le trafic de drogue notamment. L'entreprise est aussi soupçonnée de collusions.
Dans une série de raids contre des organisations criminelles dans plusieurs pays au début de 2021, une partie de l'infrastructure de Sky en Europe occidentale a été démantelée et le ministère américain de la Justice a émis un mandat d'arrêt contre le PDG de l'entreprise, Jean-François Eap,,,. Le site Internet a été saisi par le FBI.

## Produits

### Sky ECC
Sky ECC est une ancienne application de messagerie chiffrée de bout en bout, basée sur une offre d'abonnement,. Développée à l'origine pour la plate-forme BlackBerry, elle utilise la cryptographie sur les courbes elliptiques (en anglais, elliptic curve cryptography ou ECC). L'une de ses fonctionnalités est « l'autodestruction » des messages après une période d'expiration définie par l'utilisateur.

### Téléphone
La société a modifié les téléphones Nokia, Google, Apple et BlackBerry avant de les fournir à ses clients, en désactivant les caméras, les micros et les GPS. Les messages étaient chiffrés et automatiquement supprimés au bout de trente secondes,. Si un téléphone n'était pas joignable par le réseau, le message était conservé jusqu'à 48 heures, puis supprimé.
Les téléphones disposaient d'un kill switch, qui permettait via un mot de passe « panique » de supprimer le contenu de l'appareil. Pour l'anecdote, l'entreprise a offert un prix de 4 millions de dollars américains (3,2 millions d'euros) à quiconque pourrait casser le chiffrement dans les 90 jours,,.
Les messages sont stockés à l'aide de la cryptographie ECC 512 bits et les connexions réseau sont protégées par le protocole SSL 2048 bits.
Environ 171 000 appareils Sky ECC sont comptabilisés[Quand ?], principalement en Europe, en Amérique du Nord, dans certains pays d'Amérique centrale et du Sud – principalement la Colombie – et au Moyen-Orient. Un quart des utilisateurs actifs se trouvent en Belgique (6 000) et aux Pays-Bas (12 000), et la moitié d'entre eux seraient utilisés autour du port d'Anvers.

## Interventions policières
Le 9 mars 2021 vers 16 h 00, la police belge, conjointement avec les services français et néerlandais, réalise environ 200 descentes et procède à l'arrestation de 48 personnes et la saisie de 1,2 million d'euros en espèces ainsi que de 17 tonnes de cocaïne,. Parmi les personnes arrêtées figurent des avocats et des membres des Hells Angels, des policiers en service, un employé du parquet, des fonctionnaires, des agents du fisc et des administrateurs d'hôpitaux soupçonnés de fournir des informations aux gangs, voire d'avoir commis des actes de violence.
Le procureur fédéral belge Frédéric Van Leeuw déclare que « l'opération s'est concentrée sur le démantèlement de l'infrastructure Sky ECC, ainsi que du réseau de distribution et la saisie des avoirs criminels des distributeurs » puis à propos du chiffrement de Sky ECC, que les autorités ont réussi à casser : « Nous avons réussi. Nous enverrons à Sky ECC le numéro de compte de la police fédérale ».
Les autorités belges et néerlandaises ont pu accéder au réseau le 15 février 2021, peu de temps avant les perquisitions,. Environ un milliard de messages sont interceptés, dont environ la moitié sont déchiffrés en avril 2021, permettant à l'enquête d'avancer à mesure que le décryptage progressait. La police belge a déclaré que le réseau dans lequel ils s'étaient introduits jouissait d'une telle confiance de la part de ses utilisateurs criminels que des images de torture, des ordres d'exécution, des informations financières et opérationnelles d'initiés étaient librement envoyées.
Sky Global a contesté les affirmations selon lesquelles leurs serveurs et leur application avaient été compromis, affirmant qu'ils étaient au courant d'une fausse application « Sky ECC » disponible sur des téléphones non sécurisés, puis a déclaré qu'ils « enquêtaient activement et engagaient des poursuites judiciaires contre les individus fautifs pour usurpation d'identité, contrefaçon, diffamation et fraude ».
Joris van der Aa, journaliste spécialisé dans la criminalité pour Gazet van Antwerpen, a souligné l'importance de l'opération Sky, déclarant : « C'est un coup dur car, en Belgique et dans une grande partie de la pègre aux Pays-Bas, ils ont vraiment fait confiance à Sky en tant que système. Ils étaient tellement confiants, et la police a maintenant tellement d'informations sur la façon dont la pègre était structurée, les comptes bancaires, tous les contacts corrompus sont arrêtés. Il faut des années pour construire ces réseaux... En Amérique du Sud, ils penseront : "Ne faisons plus affaire avec ces Néerlandais et ces Belges"... Tout le monde attend la tempête et se demande ce que sait la police ».
Parmi les criminels arrêtés à la suite du décryptage de Sky ECC figurent des barons notoires tel que Nordin El Hajjioui et Othman El Ballouti.

### Inculpation et fermeture
Le 12 mars 2021, le ministère américain de la Justice à San Diego, en Californie, émet un acte d'accusation et des mandats d'arrêt contre le PDG de Sky Global, Jean-François Eap, et un ancien distributeur, Thomas Herdman,. L'acte d'accusation indique que le dispositif de Sky Global est « spécifiquement conçu pour empêcher les forces de l'ordre de surveiller activement les communications entre les membres d'organisations criminelles transnationales impliquées dans le trafic de drogue et le blanchiment d'argent. Dans le cadre de ses services, Sky Global garantit que les messages stockés sur ses appareils peuvent être supprimés à distance par l'entreprise si l'appareil est saisi par les forces de l'ordre ou compromis d'une autre manière ».
En réponse, Jean-François Eap publie une déclaration qualifiant les allégations de fausses, affirmant que lui et son entreprise sont ciblés parce qu'ils « construisent des outils pour protéger le droit fondamental à la vie privée ». « La technologie de Sky Global fonctionne pour le bien de tous. Il n'a pas été créé pour empêcher la police de surveiller les organisations criminelles ; il existe pour empêcher quiconque de surveiller et d'espionner la communauté mondiale. L'acte d'accusation contre moi personnellement aux États-Unis est un exemple de la police et du gouvernement essayant de vilipender quiconque prend position contre la surveillance injustifiée ».
Le 19 mars 2021, la société ne semble plus proposer ses services sur les appareils BlackBerry. Son site Internet a été saisi par le FBI.

### Emission radiophonique
- Fabrice Drouelle, « Sky ECC, le roman noir de la poudre blanche » [audio], émission Affaires sensibles (54 min), France Inter, 7 juin 2023 (consulté le 11 juillet 2024)